# Rayman (computerspelserie)
Rayman is een reeks computerspellen ontwikkeld door Ubisoft. Het eerste spel uit de reeks kwam uit in september 1995 voor de Atari Jaguar (spelcomputer), en op 28 augustus 1996 voor de PlayStation en de Sega Saturn. Rayman is een platformspel met als hoofdpersoon Rayman die de wereld moet redden van Mr. Dark. Dit spel was nog in 2D. Sindsdien zijn er enkele vervolgdelen op de markt gebracht, allen in 3D, Recente delen van Rayman zijn weer naar de oorsprong gegaan en spelen in 2D. De vervolgen hebben eenzelfde soort verhaal: Rayman moet de wereld redden van wezens met slechte bedoelingen. Uitzondering hierop is Rayman M uit 2001.

## Overzicht

### Michel Ancel
Michel Ancel is de bedenker van Rayman en heeft een groot aandeel gehad in de totstandkoming van Rayman 1, 2 en M. Aan Rayman 3 heeft hij nauwelijks meegewerkt (hij werkte in die tijd aan de spellen Beyond Good & Evil en King Kong: The Official Game) en hierover zegt hij zelf dat als hij mee zou hebben gewerkt dat Rayman 3 dan anders zou zijn geweest.

### Uiterlijk van Rayman
Het uiterlijk van Rayman verschilt vaak per game.
In Rayman 1 heeft hij
- Bruin/blonde haren die in 3 delen waarmee hij langzaam naar beneden kan zweven.
- 2 grote ogen
- Grote cirkel-vormige neus
- Ronde paarse buik met een witte cirkel in het midden
- Witte vuisten waarmee hij ver kan stompen
- Geel-witte schoenen.

In Rayman 2 heeft hij
- Blonde haren met 2 delen en een van die delen heeft een splitsen, hij kan er nog steeds mee zweven.
- Nog grotere ogen
- Grote cirkel-vormige neus
- Ronde paarse buik met een witte cirkel in het midden
- Witte vuisten waarmee hij energie ballen kan afvuren
- Witte handschoenen

In Rayman 3 is hij erg veranderd
- Blond/oranje haren met 2 delen en aan het uiteinde allemaal splitsingen, hij kan er nog steeds mee zweven
- 2 grote ogen die aan elkaar vast zitten
- Zijn neus is nu wat langer en groter en wat minder rond
- Zijn buik is niet rond meer maar een beetje rechthoekig, met nog steeds een witte cirkel
- Witte vuisten waarmee hij kan stompen

Nota: Het hoofd, de buik, de vuisten en de schoenen van Rayman zijn los van elkaar en blijven dicht in de buurt van Rayman. De vuisten gebruikt Rayman met vechten.

### Cultuur van Raymans wereld
Rayman leeft in een wereld met een cultuur die erg ouderwets is. De meeste volkeren, die vooral uit dieren bestaan, hebben een lage ontwikkeling.  Deze volkeren zijn meestal ook even slim als mensen maar doen waarschijnlijk niet veel met hun intelligentie. De teensies, echter, beschikken over grote technologie, net als degenen die Raymans wereld willen overnemen. Deze technologie is vergelijkbaar met die van de renaissance.

## Spellen in de serie
De Rayman-serie bestaat uit de volgende spellen:
- Rayman (1995)
  - Rayman Advance (2001) – voor Game Boy Advance
  - Rayman Gold – Rayman + level editor en bonuslevels
  - Rayman Golf (2002) – golfen met Rayman
- Rayman 2: The Great Escape (1999)
  - Rayman 2: Revolution – uitgebreidere versie van Rayman 2 voor PlayStation 2
  - Rayman DS – Rayman 2 voor Nintendo DS
  - Rayman 3D - Rayman 2 voor Nintendo 3DS (te spelen in 3d)
- Rayman M (2001)
  - uitgebracht in de VS als Rayman Arena (2002)
- Rayman 3: Hoodlum Havoc (2003)
  - Rayman 3: Hoodlum's Revenge – alleen voor Game Boy Advance
- Rayman Collector's Edition (10th anniversary) – Rayman 2, Rayman M en Rayman 3 in één box + Rayman 3: Hoodlum Havoc Print Studio)
- Rayman Raving Rabbids (2006) – eerst bekend als Rayman 4, later veranderd in een volledig ander soort spel met minigames in plaats van een platformspel
  - Rayman Raving Rabbids 2 (2007)
  - Rayman Raving Rabbids TV Party (2008)
- Rayman Origins (2011) – 2D-game waarin het verhaal van Rayman 1 terugkomt
- Rayman Legends (2013) - 2D-game en vervolg op Rayman Origins
- Rayman Adventures (2015) - alleen voor mobiele apparaten

Ook is er tussen deel 1 en 2 een serie van educatieve Rayman-spellen uitgegeven om kinderen te leren rekenen, schrijven, en dergelijke.

### Spin-off serie

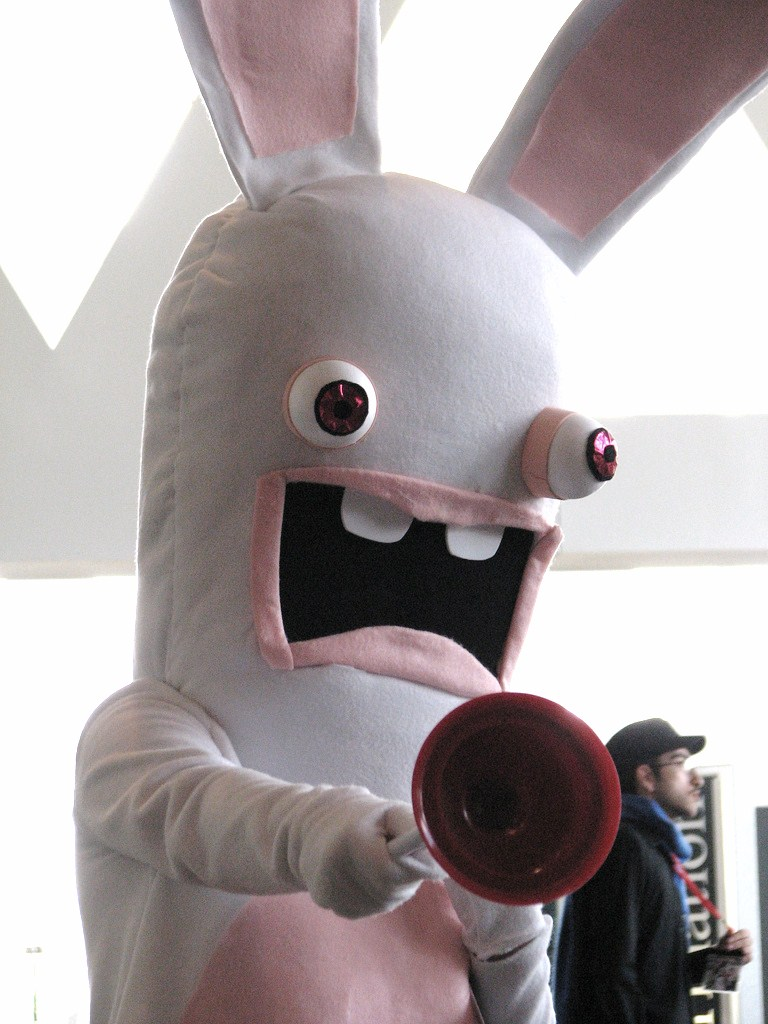
Een cosplayer in een Rabbid-kostuum.

De Raving Rabbids zijn na Rayman Raving Rabbids TV Party een spin-off serie gestart waarin Rayman niet meespeelt:
- Rabbids Go Home (2009)
- Rabbids Travel In Time (2010)
- Rabbids Go Phone (2010)
- Raving Rabbids: Alive & Kicking (2011)
- Raving Rabbids: Party Collection (2011)
- Rabbids Land (2012)
- Rabbids Rumble (2012)
- Rabbids Big Bang (2013)
- Rabbids Invasion: The Interactive TV Show (2014)
- Rabbids Heroes (2016)
- Rabbids Crazy Rush (2017)
- Mario + Rabbids Kingdom Battle (2017)
- Virtual Rabbids: The Big Plan (2017)
- Rabbids Coding! (2019)